# Elfriede Bidmon
Elfriede Bidmon (* 1937 in Altkinsberg) ist eine deutsche Mundartautorin.

## Leben
Elfriede Bidmon wurde 1937 in Altkinsberg geboren, aufgewachsen ist sie in Schwabach. Sie arbeitete viele Jahre als Dozentin, bis sie in den 1980er Jahren mit dem Schreiben begann. Seit 1972 lebt sie in Rednitzhembach und arbeitet als freie Autorin.
Sie ist Mitglied im AutorenVerband Franken, im Arbeitskreis Egerländer Kulturschaffender und im Collegium Nürnberger Mundartdichter. Vorwiegend schreibt sie Lyrik, Kurzgeschichten und Theaterstücke in hochdeutscher und fränkischer Sprache, 2007 ihren ersten Roman.

## Werke (Auswahl)
Bücher:
- Loreto. Ein Schicksalsroman. Helmut Preußler Verlag, Nürnberg 2007.
- Aamol Christkindla saa! Genniges Verlag, Roth 1995.
- Eine kleine Wallfahrt durch 330 Jahre Maria Loreto. Gnadenstätte im Egerland, Altkinsberg-Hroznatov. Wittman Verlag, Waldsassen 1994. [6., erw. Aufl. 2002]
- Allmächt, des aanu!. Heiteres und Nachdenkliches in fränkischer Mundart. Genniges Verlag, Roth 1994.
- Greina mechst, wennsd kenntst. Heiteres und Nachdenkliches in fränkischer Mundart. Genniges Verlag, Roth 1991. [Neuaufl. 2004]

Theaterstücke:
- Dä Schiahaken[4]
- Die Rock'n'roll Oma[5]

## Auszeichnungen
- 1997: „VII Centenario Lauretano“-Bronze-Gedenkmedaille von Angelo Comastri[3] (für Eine kleine Wallfahrt durch 330 Jahre Maria Loreto)
- 2002: Ehrennadel in Silber, Landkreis Tirschenreuth[3] (für Eine kleine Wallfahrt durch 330 Jahre Maria Loreto)
- 2006: Elisabeth-Engelhardt-Literaturpreis (für Loreto)
- 2014: Silberne Ehrennadel, Bund Deutscher Amateurtheater.[6]